# パッツィー・クライン
パッツィー・クライン（Patsy Cline、1932年9月8日 - 1963年3月5日）は、アメリカ合衆国のカントリー・ミュージック歌手。
本名：バージニア・パターソン・ヘンスリー（Virginia Patterson Hensley）。1960年代初頭のナッシュビル・サウンドの一端を担い、ポップ・ミュージックとのクロスオーバーに成功。30歳の頃、キャリアの絶頂期にプライベート航空機の事故により死去。20世紀で最も影響力があり、成功し賞賛を受けた歌手の1人である。
豊かな音色、感情豊かな表現力、力強いアルト、カントリー・ミュージック業界の先駆者として知られる。また彼女はこのジャンルの女性歌手の地位を築いたとされる。さらに彼女の曲は様々なジャンルの歌手から刺激を受けているとされる。書籍、映画、ドキュメンタリー、記事、舞台などで彼女の人生およびキャリアが描かれている。
彼女のヒット曲は1957年のドン・ヘクトの『Walkin' After Midnight 』に始まり、ハーラン・ハワードの『I Fall to Pieces 』、ハンク・コクランの『She's Got You 』、ウィリー・ネルソンの『Crazy 』と続き、1963年、ドン・ギブソンの『Sweet Dreams 』が最後となった。
彼女の死後もなお、何百万もの売り上げを伸ばし続けている。様々な賞や称賛を得ており、ジョニー・キャッシュやエルヴィス・プレスリーなどと同様なアイコンとして見る向きもある。彼女の死から10年後の1973年、カントリー・ミュージック殿堂入りした初の女性ソロ・アーティストとなった。1999年、VH1の特別番組『The 100 Greatest Women in Rock and Roll 』でロック業界関係者やアーティストによる投票で第11位となった。2002年、CMTの『The 40 Greatest Women of Country Music 』のカントリー・ミュージック・アーティストおよび業界関係者による投票で第1位となり、『ローリング・ストーン』誌の「ローリング・ストーンの選ぶ歴史上最も偉大な100人のシンガー」において第46位となった。1973年のカントリー・ミュージック殿堂の額によると「古さを感じさせない彼女の遺作は彼女の芸術的才能の証しである」。

## 来歴

### 幼少時代
1932年、バージニア州ウィンチェスターで43歳の鍛冶屋の父サム・ヘンスリーと16歳の裁縫師の母ヒルダ・パターソン・ヘンスリーのもとにヴァージニア・パターソン・ヘンスリーとして生まれた。すぐに弟サミュエルと妹シルヴィアが生まれ、パッツィはギニー、弟はジョン、妹はシスと呼ばれた。パッツィが8歳の時にウィンチェスターに落ち着くまで何度か転居を繰り返した。彼女はいわゆる貧困地区で育った。1947年、父は家族を残して去るが、一家はとても幸せに暮らしていたとされる。

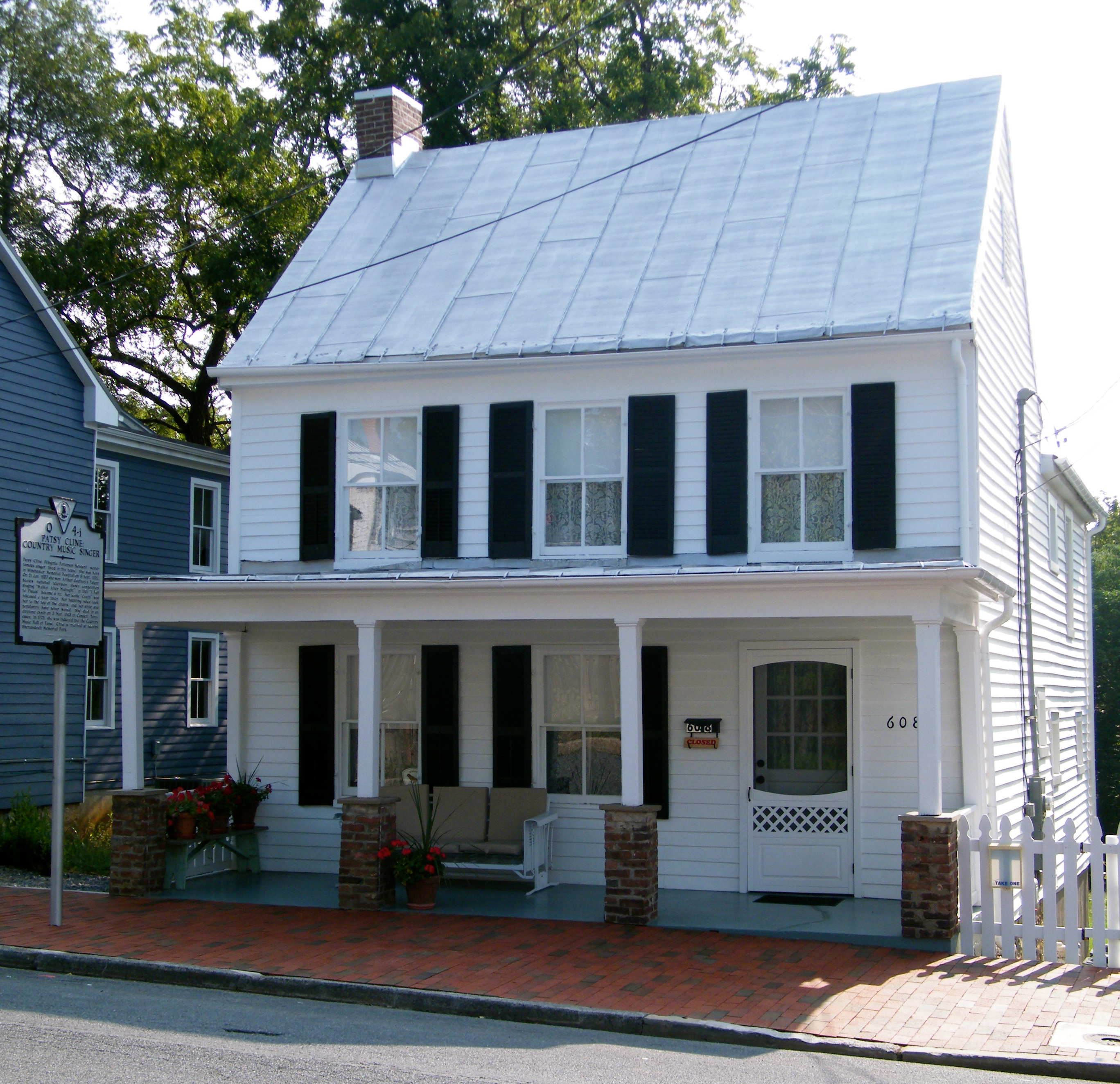
ヴァージニア州ウィンチェスターのパッツィ・クライン邸。16歳から21歳までここで過ごした。

まだ幼少の頃に音楽に触れ、教会で母親と共に歌っていた。ケイ・スター、ジョー・スタフォード、ハンク・ウィリアムズ、ジュディ・ガーランド、シャーリー・テンプルなどのファンであった。絶対音感があり、独学で歌を学び、楽譜が読めなかった。
13歳の頃、咽喉感染症とリウマチ熱で入院。「熱で喉がやられ、治った時にはケイト・スミスのような響く声になっていた」。

### 10代の頃
父親が家を出た後、家計を助けるためにジョン・ハンドリー高等学校を中退し、昼間はその向かい側にあったトライアングル・ダイナーでソーダの売り子やウェイトレスをするなど様々な仕事を経験した。
地元のラジオ局のスタジオを窓を通して見たりしていたが、WINC-AM のディスクジョッキーでタレント・コーディネーターのジミー・マッコイに彼の番組で歌わせてもらえないかどうか尋ねた。1947年、ラジオに初出演し好評を得た。これをきっかけに、彼女のデザインでフリンジ付きのウェスタンの母の手作りの衣装を着て地元のナイトクラブで歌うようになった。
彼女はウィンチェスターだけでなく近隣3州に亘り様々なタレント・ショーに出演するようになった。地元ラジオ局への出演機会が増え、多くの支持を得た。1954年、若きカントリー・スターのジミー・ディーンは彼女の評判を知り、バージニア州アーリントン郡のラジオ局WARL-AM で平日昼間に生放送されるコニー・B・ゲイのラジオ番組『Town and Country Jamboree 』に独自の判断で彼女を一緒にレギュラー出演できるようにした。

## プライベート

### 1回目の結婚
1953年9月19日、請負業者のジェラルド・クラインと結婚し、1957年7月4日、離婚。年齢の差、彼女のプロ歌手への情熱と彼の古い慣習に則し専業主婦になってほしいという意見の差異によるものとしている。2人には子供はいない。

### 2回目の結婚
1957年9月15日、ライノタイプ・オペレーターのチャーリー・ディックと結婚。1958年8月25日、ジュリー・ディックを、1961年2月28日、ランディ・ディックを出産。

## 音楽活動

### フォー・スター・レコード
彼女の2番目のマネージャーのビル・ピアは彼女のミドル・ネームであり彼女の母親の旧姓であるパターソンからパッツィと名付けた。1955年、当時彼が提携していたフォー・スター・レコードと契約。フォー・スターはデッカ・レコードの子会社のコーラル・レコードと契約していた。3年後、デッカと契約。
当初の契約ではフォー・スターの作曲家にのみ曲を書いてもらうことができた。彼女はこの契約を後悔するが誰も彼女に同意しなかった。フォー・スターでの彼女の最初のレコードは『A Church, A Courtroom & Then Good-Bye 』であまり注目されなかったが、これにより『グランド・オール・オープリー』に出演することができた。オープリーはレコードとしての仕事ではなかったため、契約に違反することなく彼女の歌いたい曲を歌うことができた。これにより抑圧されてきた気持ちも幾分か緩和された。
1955年から1957年、『Fingerprints 』、『Pick Me Up On Your Way Down 』、『Don't Ever Leave Me Again 』、『A Stranger In My Arms 』などのホンキートンクを録音した。うち後者2曲は彼女も作曲に参加した。どの曲もそれほどの成功はせず、ロカビリーに挑戦することにした。
デッカ・レコードのプロデューサーであるオウエン・ブラッドリーによると、フォー・スターの作曲家達は彼女の将来性を予見していた。ブラッドリーは彼女の声はポップ・ミュージックにとてもよく合うと思っていたが、ピアやフォー・スターのプロデューサー達同様彼女は契約にあるようにカントリー・ミュージックしか録音しないと主張した。何度も彼女に、代表曲になるであろうトーチ・ソングを歌わせようとしたが、カントリーに使用されるバンジョーやスティール・ギターがないと彼女は歌えなかった。フォー・スターでは51曲を録音した。

### アーサー・ゴドフリーと『Walkin' After Midnight』
1955年7月1日、ABCで短期間放送されたテレビ版『グランド・オール・オープリー』でテレビ・デビュー。同月末、『Ozark Jubilee 』に出演:p.80。この番組には翌年4月にも出演した。
この年の終盤、彼女の1枚目のアルバム『Patsy Cline 』に収録する曲を検討していた時、ドン・ヘクトとアラン・ブロックの作詞作曲による『Walkin' After Midnight 』が完成。当初彼女は「ただの古いポップ・ミュージック」として好きではなかったが、作者とレコード会社の要求により録音することとなった。
1956年の晩秋、ニューヨークでアーサー・ゴドフリーの『Arthur Godfrey's Talent Scouts 』のオーディションを受け、1957年1月21日、CBSで歌うこととなった。ゴドフリーによるクラインの「発見」は特別だった。彼女の母親は『A Poor Man's Roses (Or a Rich Man's Gold) 』を歌わせたかったが、番組プロデューサーは『Walkin' After Midnight 』を歌わせた。テネシー州ナッシュビルで録音されたカントリー・ミュージックであったが歓待され、番組スタッフは彼女の母の手作りのカウガールの衣装ではなくカクテル・ドレスで登場させた。
観客の熱狂的な喝采で喝采測定器は頂点に達し優勝。この番組放送後、多数の視聴者が地元のラジオ局に電話をしてこの曲をリクエストし、彼女はこの曲をシングルとして発表することとなった。これまで彼女は約10年間活動し、3回テレビにも出演したが、ゴドフリーのこの番組だけで彼女はスターとなった。2ヵ月後、ゴドフリーのラジオ番組にレギュラー出演することとなったが、方向性の違いにより短期間で降板。
『Walkin' After Midnight 』はカントリー・チャートで第2位、ポップ・チャートで第12位となり、ポップとのクロスオーバーに成功した最初のカントリー歌手の1人となった。成功はその翌年も続き、ゴドフリーの番組に直々に現れレギュラーとして演奏し、『Ozark Jubilee 』(後の『Jubilee USA 』)にも何年も出演し続けた。フォー・スターからは他のヒット曲はない 。
1957年、本名のヴァージニア・ヘンスリーとして『A Stranger in My Arms 』と『Don't Ever Leave Me Again 』を作曲し収録。
収録1ヵ月後、彼女が週末演奏していた地元のクラブに時々やって来るハンサムなチャーリー・ディックと出会う。彼の魅力と彼女への称賛の言葉により彼女は彼に惹きつけられ、1957年9月に結婚し、この結婚生活は彼女が亡くなるまで続いた。2人が出会った時、彼女はまだ前の夫と婚姻中だったため物議を醸したが、彼女は彼を「最愛の人」と評した。1958年に娘のジュリーが生まれた後、一家でナッシュビルに転居した。

### 1961年の復帰 - 『I Fall to Pieces』
1959年、セッション・ギタリストおよび営業のランディ・ヒューズと出会った。彼は彼女のマネージャーとなり、レコード会社の移籍を手伝った。1960年にフォー・スターの契約が切れるとデッカ・レコード=ナッシュビルと契約し、女性カントリー歌手のプロデュースで知られるオウエン・ブラッドリーに直接ついた。彼は彼女の成功に大きく貢献し、ブレンダ・リーやロレッタ・リンなどに影響を与えた。
彼女はまだナッシュビル・サウンドのアレンジの進展を恐れていたが、彼は彼女の声がカントリー・ポップのクロスオーバーした曲によく合うと考えていた。彼の指示と編曲により彼女の声は洗練されたトーチ・ソングによく溶け込み、彼女は名声を勝ち取った。
デッカでの最初のレコードはハンク・コクランとハーラン・ハワードのカントリー・ポップのバラード『I Fall to Pieces 』(1961年)であった。宣伝活動が功を奏し、カントリーとポップ双方のラジオ局で成功した。カントリー・チャートではゆっくり順位を上げ、彼女にとって初の首位となった。当時カントリー・ミュージシャンはポップ・チャートでは第12位、アダルト・コンテンポラリー・チャートでは第6位が最高であったが、この成功により彼女はセレブリティとなり、女性も男性のようにクロスオーバーで活躍できることを証明した。

### グランド・オール・オープリーおよび女性アーティストへの影響
1960年、生涯の夢であったグランド・オール・オープリーのメンバーとなり、カントリー・ポップでオープリーのメンバーになった最初の人物となった。さらに彼女はオープリーのメンバーの中でも大スターの1人となった。
これ以前から彼女の能力と魅力によりオープリーのメンバーになれると信じており、ロレッタ・リン、ドッティ・ウエスト、ジョン・ハワード、当時16歳だったブレンダ・リー、13歳で彼女のコンサート・ツアーに同行したスティール・ギターのバーバラ・マンドレルなど当時のカントリー界での活動を望む女性達の味方となり希望を与え、これらのアーティスト達は彼女から大きな影響を受けた。
リンとウエストによると、彼女はよく友人達に食料や家具を買い与え、スタイリストを雇ってやったりした。時々家賃も払ってやり、彼女のおかげで友人達はナッシュビルで夢を追い続けることができた。ホンキー・トンク・ピアニストでオープリーのスターのデル・ウッドは「彼女がそれほどお金を持っていない時でも彼女は他の人のために払ったことでしょう。自身でではなく他の人を介してでも。彼女は他の人が必要であれば衣類だって与えたと思う」と語った。

### ザ・クライン
彼女は少年と見間違われるような外見を洗練させた。これにより、オープリーの近所の著名なトゥッツィーズ・オーキッド・ラウンジで付き合いのあったロジャー・ミラー、ハンク・コクラン、ファロン・ヤング、ファーリン・ハスキー、ハーラン・ハワード、カール・パーキンスなどの男性アーティストと親しくなった。1986年のドキュメンタリー『The Real Patsy Cline 』で歌手ジョージ・リドルは「彼女はビールを飲んだり冗談を言ったりして、男性の冗談にも不快な顔をしなかった。なぜなら彼女の冗談の方がきつかったからだ。私が覚えている限りでは彼女はとても活発だった」と語った。
彼女は男女に関わらず友人のことは「Hoss」と呼び、自分のことは「ザ・クライン」と称した。1962年、セント・ジュード小児研究病院の募金イベントでエルヴィス・プレスリーと出会い、電話番号を交換した。彼が珍しくオープリーに出演したのを見て、彼女は彼を称賛し「The Big Hoss」と呼び、以降ザ・ジョーダネアーズと共にバック・コーラスとして彼のレコーディングに参加するようになった。
この頃、自身でキャリアをコントロールするようになり、言葉の上でも仕事の面でもどの男性にも反抗的になった。当時興行主がコンサートが終わると契約通りの金額を払わないことがあったが、彼女は「金がないなら舞台に立たない」として公演前に出演料を請求し、これが現在の慣例となった。『The Real Patsy Cline 』の中で友人のロイ・ドラスキーは「あるコンサートの前、出演料が支払われなかった。出演料が出ないから演奏しませんなんて、誰が観客に言うのかと話し合っていた。すると彼女は「私が言うわ」と言って実際に言ったんだ」と語った。友人のドッティ・ウエストは25年後のインタビューで「「ザ・クライン」をあなどってはいけないと街中誰もが知っていたわ」と語った。

### 交通事故
1961年2月28日、息子ランディを出産。6月14日、弟サミュエルと乗車中、ナッシュビルのオールド・ヒッコリー大通りで正面衝突。彼女の人生で2回目あるいはそれ以上の交通事故であった。この衝撃により彼女はフロントガラスから飛び出し、危うく死亡するところであった。この事故の後、ドッティ・ウエストは彼女の髪の中からガラスの破片を取り出し、救急車に同行した。
救急車が到着すると、彼女は他の負傷者を先に手当てするように語り、これが後にウエストに重大な影響を及ぼすこととなった。1991年、ウエストは交通事故で重傷を負うが、クラインにならい他の負傷者を先に手当てするように語り、この数日後に亡くなってしまった。クラインは後に、他の車の女性運転手が目の前で亡くなったと語った。
クラインは1ヶ月間入院し、ギザギザに裂傷した額を縫い、手首の骨折と股関節脱臼を治療。エリス・ナサウアと友人のビリー・ウォーカー(2006年、交通事故により死亡)は、彼女はファンから贈られた何千ものカードや花に囲まれ、キリスト教に再び目覚めたと語った。
退院時、彼女の額に傷跡が残っていた。その後の活動ではかつらを装着し化粧で傷を隠し、またヘッドバンドをつけていないと頭痛を引き起こすようになった。6週間後、松葉杖をつきながらも外出することができ、人生への認識を新たにした。
1997年、観客とのやり取りや公演の感想と共に、事故後初のコンサートを収録した『Patsy Cline: Live at the Cimarron Ballroom 』が発表された。オクラホマ州タルサでサウンド・チェックのために収録されたもので、彼女が住んでいた場所の所有者に贈られ屋根裏に保管してあったものが発見されたものである。

### 『Crazy』
入院中で『I Fall to Pieces 』の成功をビジネス化することができなかったため、自身の復活を示す他の曲を探していた。ウィリー・ネルソン作曲の『Crazy 』を紹介された時、彼女はこの曲への嫌悪感をあらわにし、最初のセッションは成功しなかった。
オウエン・ブラッドリーの所有する、オープリーランドへの移転前のブラッドリー・バーン・スタジオとなるプレハブ小屋クォンセット・ハット・スタジオで行なわれた製作で、最初はネルソンのデモテープのような彼独特の歌い方で歌ってみた。彼女はこの独特なスタイルだけでなく、事故で負傷し高音が出づらくなっていたため、この曲は彼女にとって難しいと主張した。セッション中のこの問題はブラッドリーとの衝突を招いた。当時3時間で4曲録音するのが標準であったが、『Crazy 』1曲に4時間を費やした。最終的に彼女の歌声を伴奏にオーバー・ダビングさせることとなり、1週間後彼女の事故の負傷が良くなった頃に行なわれた。スタジオに戻った彼女は高音が出るようになっており、たった1回の収録で終わった。
大衆に受け入れられることとなった最後の版は彼女の個性を表現し、彼女のナッシュビル・サウンドへの懸念を払拭したものであった。この曲は彼女の表現力を示し、ネルソン版とは全く異なったものとなった。現在『Crazy 』は最終的に彼女の代表曲となったとみなされている。
1961年暮れまでに『Crazy 』はカントリーとポップのクロスオーバーで成功してトップ10にランクインし、彼女の最大のヒットとなった。その後Billboard Hot 100で第9位となり、カントリー・チャートとアダルト・コンテンポラリー・チャートでは第2位となった。1961年11月、この年の彼女のヒット曲を収録したアルバム『Patsy Cline Showcase 』が発表された。ロレッタ・リンは後にアルバム『I Remember Patsy 』の中で、クラインがグランド・オール・オープリーで『Crazy 』を初演し3度のスタンディング・オヴェーションを受けた日の夜のことを語っている。

### トップとして
男性歌手を前座にし、彼女は女性がメインのコンサートを行なう最初の女性カントリー・ミュージック・スターとなった。
バンドが女性歌手をバックアップしていた時代、彼女は逆にバンドをリードした。彼女は業界内の男性達にも尊敬され、女性歌手の紹介に用いられるような「Pretty Miss Patsy Cline (かわいいミス・パッツィ・クライン)」という言葉よりも、例えば1962年のジョニー・キャッシュのツアーでの「Ladies and Gentlemen, The One and Only – Patsy Cline (紳士淑女のみなさん、唯一無二のパッツィ・クライン)」という紹介のされ方をしていた。アーティストとして彼女はファンをとても高く尊重し、コンサートの後何時間もおしゃべりやサインをしたり、時には友達になることもあった。
彼女はニューヨークのカーネギー・ホールで演奏した最初の女性カントリー歌手となり、仲間のオープリー・メンバーに出演料を分けた。この演奏は芸能記者ドロシー・キルガレンから明らかな非難を受けたが、クラインは雄弁に反論した。1962年終盤、キャッシュと共にハリウッド・ボウルで演奏し、さらにミント・カジノでも演奏したことでラスベガスでメインのコンサートを行なった最初の女性カントリー歌手となった。ロサンゼルスのラ・ブレア近くのピコ通りにあるミント・カジノで今もその時のサインを見ることができる。
この成功により、ナッシュビル郊外のグッドレッツヴィルに、夢であった邸宅を購入し、自身の好みに装飾した。バスルームのタイルには砂金が散りばめられ、ミュージック・ルームには最高の音楽設備を施した。『The Real Patsy Cline 』でロレッタ・リンは「彼女は私を前庭に呼び寄せ「素敵でしょう。母が来てくれたらもっと幸せ」と言っていた」と語った。ミントでの出演料でこの家を購入できたため、クラインはこの家を「ベガスが建てた家」と呼んだ。1963年に彼女が亡くなった後、歌手のウィルマ・バージェスが購入し、ナサウアにそこに住んでいる間「不思議な出来事」が起こっていたと語った。
出演料は上がり、当時公表されていなかったが女性カントリー歌手の平均が200ドルであった晩年には少なくとも1,000ドルを得ていた。アラバマ州バーミングハムで行なわれた、最後から2番目のコンサートでは3,000ドルを挙げた。
新しい洗練された曲に合うようにクライン自身のスタイルも再考され、彼女のトレードマークであったウエスタン・カウガールの服装をやめ、よりエレガントなカクテル・ドレス、ピンヒールの靴、金ラメのズボンなどを着用するようになった。カントリー界にとって当時斬新であったタニヤ・タッカーのタイトなレザー・パンツやリーバ・マッキンタイアの真っ赤なドレスなどが世に出る以前のことであり、パッツィの新しいイメージはリスクを負い、そしてまたセクシーでもあったとされた。当時保守的であったカントリー・ミュージック界では女子はギンガムやキャリコのドレスを着ることが慣習となっていた。彼女の音楽性のように彼女のファッションは最初は嘲られたが次第に手本となっていった。彼女はまたぶら下がるタイプのイヤリング、ルビーのような赤い口紅、『ウィンド・ソング』という名の香水を愛した。
5年半のキャリアの最中、10以上の賞を受賞し、彼女の没後もMusic Reporter、ビルボード・ミュージック・アワード、キャッシュボックス賞などを受賞した。
彼女は自身の成功に関して友人のアン・アームストロングに「とても素晴らしいことだけれども、1963年には何をしたらいいの。これ以上のことはできないわ」と手紙に記している。

### 『Sentimentally Yours』
1961年秋、1962年初頭に発表されるアルバムの録音のためにスタジオに入った。最初の曲はハンク・コクラン作曲の『She's Got You 』であった。コクランは最初にクラインに電話越しに歌って聞かせ、彼女はすぐに気に入った。この曲は彼女がレコーディングを楽しむことができた数少ない曲の1つとなった。1962年1月、この曲はシングルとして発表され、すぐにクロスオーヴァーでヒットしポップ・チャートで第14位、アダルト・コンテンポラリー(当時イージー・リスニングと呼ばれていた)で第3位、カントリー・チャートで2回目にして最後の第1位となった。彼女の人生においてポップ・チャートにランクインするのはこれが最後となった。
彼女の曲で『She's Got You 』がイギリスのシングル・チャートに初めてランクインし、第43位となった。1960年代イギリスで最も人気のあった女性歌手の1人であるアルマ・コーガンがカヴァーしたこの曲も有名になった。彼女が亡くなる前にイギリスで大きなヒットとなったのはスタンダード・ナンバーの『Heartaches 』のカヴァーで1962年終盤にトップ30にランクインした。
この成功の後、『When I Get Thru with You 』、『Imagine That 』、『So Wrong 』、『Heartaches 』を発表し、それほど大きなヒットとはならなかったが、トップ10または20にランクインした。
1962年終盤、ディック・クラークの『American Bandstand 』に出演し、同年8月、3枚目のアルバム『Sentimentally Yours 』を発表した。WSM-AM のインタビューで彼女の音楽スタイルについて「私はただ自分の内面を傷つけるように歌っているだけ」と語った。
ツアー公演続きで彼女はいらいらしていた。彼女は自身の子供達、ジュリーとランディの育児にもっと時間を使いたいため、度々休養を口にするようになっていた。マネージャーのランディ・ヒューズは鉄が熱い時にストライキするようなものだ(今は休養の時期ではない)と言った。
彼女が亡くなる1ヶ月前、4枚目のアルバム『Faded Love 』の録音のためブラッドリーのプレハブ小屋に再度入った。カントリーのスタンダード・ナンバーとアーヴィング・バーリンの『Always 』、『Does Your Heart Beat for Me 』などのヴィンテージ・ポップ・クラシックを織り交ぜ、これらのセッションは彼女のキャリアにおいて最もコンテンポラリーなサウンドとなった。このセッションは伝統的なカントリーの楽器を一切排除した弦楽器構成を特徴としている。彼女が亡くなる前、ブラッドリーは『Patsy 』の著者のマーガレット・ジョーンズに、彼とクラインはアルバムの曲や、クラインがファンであったヘレン・モーガンが1927年に発表した『Can't Help Lovin' Dat Man 』のようなスタンダード・ナンバーについて語り合ったと話した。
彼女は歌詞に自分の経験を織り交ぜており、最後のセッションのほとんどで彼女は泣いていたと伝えられている。『Sweet Dreams 』や『Faded Love 』の終盤では彼女のむき出しの感情が明らかに聞き取ることができる。ドキュメンタリー『Remembering Patsy 』に出演した歌手のジョン・ハワードによると、完成パーティで彼女は最初のアルバムとこの時の最新アルバムを持って「これが最初でこれが『最後』ね」と言ったと語った。

## 死
1962年から1963年、友人のドッティ・ウエスト、ジューン・カーター・キャッシュ、ロレッタ・リンは彼女から、もう長く生きられないような気がするという話を聞く。気前の良さで知られる彼女は自身の持ち物を友人に与え始め、デルタ航空の便箋に遺言を書き、彼女の親しい友人にもし自分に何かあったら子供達の世話を頼んだ。彼女の死の1週間前にオープリーを出る際、レイ・ウォーカーのバックコーラスをやっていたザ・ジョーダネアーズに「私はもう2回も事故を起こしている。3回目には魔法でもかからない限り死ぬと思う」と語った。
1963年3月3日、カンザス州カンザスシティのメモリアル・ホールで約1ヶ月前の1月25日に39歳で交通事故で亡くなったディスクジョッキーのジャック・コールの家族のための慈善公演に出演。コールは長年KCKN のDJであったが、亡くなる1週間前にKMXV に移籍したばかりであった。この公演の共演者はジョージ・ジョーンズ、ジョージ・リドルとジョーンズ・ボーイズ、ビリー・ウォーカー、ドッティ・ウエスト、ウイルマ・リー・クーパーとストーニー・クーパー、ジョージ・マコーミック、クリンチ・マウンテン・ボーイズ、カウボーイ・コパス、ホークショウ・ホーキンス。
彼女はインフルエンザのため2公演出演するか3公演出演するか変更すると報じられた。ある報道では14:00と17:15に行なわれたとされ、また別の報道ではあまりの人気のため20:00に追加公演が行なわれたとされている。公演は立ち見のみであった。14:00公演ではスカイブルーのチュールの重みのあるドレス、17:15公演では真っ赤なドレス、20:00公演では白のシフォンのドレスを着用し、最後の公演では非常に大きなオヴェーションであった。彼女の最後の曲は前月に録音した『I'll Sail My Ship Alone 』であった。
タウン・ハウス・モーター・ホテルに宿泊し、コンサート翌日フェアファックス空港は霧がかかっており飛行不能であった。ウエストは夫のビルと共にナッシュビルまで約16時間かけて車で向かわないかと彼女に尋ねたが、彼女は断り「心配しないで、Hoss。行こうと思った時に行くから」と言った。3月5日、モーテルから母親に電話をかけ、12:30にチェックアウトし、パイパー・エアクラフトの小型飛行機に乗るため近くの空港に向かった。この飛行機は給油のためミズーリ州で一旦停まり、その後17:00にテネシー州ダイアースバーグのダイアースバーグ空港に到着することとなった。
ヒューズ機長は計器飛行のトレーニングを受けていなかった。病気になった家族のために旅客機に乗ったビル・ウォーカーが空けた席にホーキンスが座った。ダイアースバーグの空港マネージャーは強風と悪天候のため一晩待つことを勧め、無料で宿泊地と食料を提供することを申し出たがヒューズ機長は「もうだいぶ遠くまで来てしまった。あなたが予想する時間より早く到着すると思う」と返事した。18:07離陸。ヒューズ機長へのインストラクターは、翌年墜落したジム・リーヴスにもトレーニングしていた。両者とも有視界飛行方式(VFR)を採っており雨天の飛行はできなかった。
クラインが乗った飛行機は悪天候の中を飛行し、1963年3月5日夕方墜落した。彼女がしていた腕時計はだいたい18:20で止まっていた。飛行機の残骸はナッシュビルから約90マイル (140 km)離れたカムデン郊外の森の中で発見された。法医学的検査の結果、全員が即死であった。飛行機の残骸が見つかったとラジオで報じられるまで、友人や家族は希望を捨てていなかった。「何か新しい情報はありましたか」「いいえ、あなたはどうですか」という質問が繰り返された。コーネリア・フォート空港の照明はテレビやラジオが飛行機の失踪を伝えてから夜通し点灯し続けた。
翌朝、ロジャー・ミラーとその友人は生存者を探した。「できるだけ速く森の中を走りながら彼らの名前を叫んだ。木々の間を通り何かが見えた。なんということだ、そこに彼らがいた。恐ろしいことだった。飛行機は頭から墜落したのだ」。遺体が運ばれた後を略奪者達があさった。うちいくつかは最終的にカントリー・ミュージック殿堂博物館に寄贈された。中にはクラインの腕時計、南軍旗の柄のライター、鋲のついたベルト、金ラメのスリッパ3足などがあった。クラインの所持していた金銭や最後の公演の衣装などは回収されていない。
彼女の望み通り葬儀のため自宅に運ばれ、何千人もが参列した。彼女の生まれ故郷であるヴァージニア州ウィンチェスターのシェナンドー記念公園に埋葬された。彼女の墓には銅版に「Virginia H (Patsy) Cline 'Death Cannot Kill What Never Dies: Love (ヴァージニア・H(パッツィ)・クライン、死は死なない者を殺すことはできない。愛をこめて)」と刻まれている。リンとウエストの援助により、この墓地に彼女が亡くなった時間と近い18:00に聖歌が流れる記念碑の鐘楼が建てられた。他の記念碑は、カムデン郊外のファッティ・ボトムの森の中のファイア・タワー通りの現場にある。

## 家族
1950年代、父が肝硬変で亡くなり、1998年、母ヒルダ・ヘンスリーは82歳で自然死により亡くなった。ヒルダはヴァージニア州ウィンチェスターで裁縫師として、孫の面倒を見たりして生活しており、インタビューなどを受けることは稀であった。1985年、クラインの娘ジュリー・ディック・ファッジは「祖母は母のことをとても愛していて、今もあの事故のことを話したがらない」と語った。後年ヒルダはクラインのファンの愛に関して「どれだけ多くの人が娘を愛してくれたことか」と語った。
ヒルダはパッツィと16歳しか離れておらず、2人はとても仲が良かった。クラインは母が唯一頼れる存在と語り、ヒルダはクラインを「素晴らしい娘」であり彼女のおかげで家族は苦境に立たされることはなかったと語った。2004年、クラインの弟が亡くなり、妹は現在もヴァージニア州に在住。
2011年まで夫のチャーリー・ディックはナッシュビルに住んでおり、亡くなった妻クラインのドキュメンタリーの製作に携わり、ファンの会合に出席したりした。1965年、彼は歌手のジェイミー・ライアンと再婚。彼女は息子を出産する前、短期間コロンビア・レコードに所属していた。1970年代初頭、離婚。映画『Sweet Dreams 』でライアンは『ビル・ベイリーよ、家へ帰っておくれ』、『Rollin' in My Sweet Baby's Arms 』、クラインがレコーディングしたことのない『Blue Christmas 』の3曲を歌った。
娘のジュリーは父と共に公にクラインの遺産の管財人となった。彼女は4人の子供がおり、うち1人はクラインの本名からヴァージニアと名付けられたが、1994年、交通事故で死亡。また6人の孫がいる。クラインの息子のランディはナッシュビルでしばらくドラマーとして活動し、ファンにアンクル・メル(メルおじさん)として知られるチャーリーの弟はファン組織Always... Patsy Cline を運営している。